# Platygaster verdii
Platygaster verdii är en stekelart som beskrevs av Vlug 1995. Platygaster verdii ingår i släktet Platygaster och familjen gallmyggesteklar. Inga underarter finns listade i Catalogue of Life.